# Балашенко, Сергей Александрович
Серге́й Алекса́ндрович Балаше́нко (бел. Сярге́й Алякса́ндравіч Балашэ́нка, род. 15 августа 1962, Стайки, Могилёвский район, Могилёвская область, БССР) — декан юридического факультета Белорусского государственного университета (с 2002 по 2020 год), председатель Совета юридического факультета, доктор юридических наук, профессор, заведующий кафедрой экологического и аграрного права (профессор) юридического факультета БГУ, специалист в области государственного управления, экологического права и охраны окружающей среды.

## Биография
Родился 15 августа 1962 года в деревне Стайки Могилёвского района Могилёвской области БССР. В 1989 году окончил юридический факультет Белорусского государственного университета (БГУ). С 28 августа 1989 года по 1991 год работал преподавателем кафедры государственного права и советского строительства юридического факультета БГУ. С 1991 года — преподаватель, доцент, профессор кафедры экологического и аграрного права юридического факультета БГУ. В 1993 году защитил кандидатскую диссертацию «Государственное управление в области охраны и использования лесов». В 1995—1996 годах — учился в Пикардийском университете Жюль Верна (Франция) по специальности «Управление инновационными проектами», получив диплом о специальном высшем образовании.
С августа 1999 года по январь 2002 года — декан факультета управления и социальных технологий БГУ. В 2001 году защитил докторскую диссертацию по теме «Государственное управление в области охраны окружающей среды». В июне 2007 года Балашенко присвоено учёное звание профессора по специальности «Право». С января 2002 — декан юридического факультета БГУ. С 2004 года заведующий кафедры экологического и аграрного права юридического факультета БГУ.

## Научная деятельность
Профессор С. А. Балашенко читает лекции по курсу «Экологическое право», ведёт другую учебную и учебно-методическую работу, является ведущим в Белоруссии учёным в области экологического права и охраны окружающей среды, который внёс крупный вклад в белорусскую и мировую юридическую науку, имеет свыше 120 научных публикаций, выступает с докладами на научных и научно-практических конференциях и семинарах, в том числе международных. Руководит научными исследованиями аспирантов и соискателей.
Осуществляет научные исследования по научной специальности 12.00.06 — природоресурсное право; аграрное право; экологическое право в рамках Государственной программы научных исследований на 2011–2015 годы «Гуманитарные науки как фактор развития белорусского общества и государственной идеологии» (ГПНИ «История, культура, общество, государство», № гос. регистрации 20110456). Задание «Правовые механизмы охраны окружающей среды и обеспечения экологической безопасности» подпрограммы «Теоретико-методологические основы совершенствования национальной правовой системы и управления в контексте социально-экономического развития Республики Беларусь (Право и управление)». Является основателем национальной школы экологического права. Автор более 100 научных работ в области управления и охраны окружающей среды, правового моделирования. Подготовил двух докторов юридических наук и четырех кандидатов юридических наук.

## Общественная деятельность
- Председатель совета по защите диссертаций Д 02.01.01 при Белорусском государственном университете (БГУ);
- Член совета по защите диссертаций Д 07.02.01 при Национальном центре законодательства и правовых исследований Республики Беларусь;
- Заместитель председателя Научно-методического совета по группе специальностей «Право»;
- Член Совета и Учёного совета БГУ;
- Председатель Совета юридического факультета БГУ;
- Член Учёного совета Национального центра законодательства и правовых исследований Республики Беларусь, Межведомственного совета по проблемам диссертационных исследований в области права;
- Член Квалификационной комиссии по адвокатской деятельности Министерства юстиции Республики Беларусь;
- Член Общественного объединения Белорусский республиканский союз юристов;

Участвовал в реализации ряда международных программ, является экспертом ПРООН, Всемирного банка, ГЭФ, ТЕМПУС-ТАСИС, UNIDO и др. В результате совместных проектов с ПРООН в 1999 году в Минске опубликована книга «Международно-правовая охрана окружающей среды и права человека» и в 2000 году — практическое пособие «Право на благоприятную окружающую среду (как его защитить?)».
В 2003 году участвовал в реализации программы по укреплению институционального развития — проект «Разработка и публикация Руководства для инспекторов-экологов» (Фонд институционального развития Всемирного Банка, Министерство природных ресурсов и охраны окружающей среды).
В 2002—2005 годах участвовал в Программе ПРООН/ГЭФ экологического оздоровления бассейна Днепра (Трансграничный диагностический анализ Бассейна реки Днепр, Стратегический план действий). В 2009—2010 годах являлся экспертом Программы развития ООН «Построение потенциала в области стратегической экологической оценки в области реализации природоохранных конвенций в Республике Беларусь», а также координатором Программы ТЕМПУС-ТАСИС «Разработка нового учебного плана в области европейского экономического права» и др.
Руководитель проекта БРФФИ «Совершенствование организационно-правового обеспечения охраны окружающей среды при осуществлении хозяйственной деятельности».

## Награды и премии
- Почетная грамота Национального собрания Республики Беларусь
- «Выдатнік адукаціі»
- Нагрудной знак «Ганаровы работнік юстыцыі Беларусі»,
- Нагрудной знак «Ганаровы работнік гаспадарчага суда»
- Юбилейная медаль «90 год на варце граніцы»
- Отличник пограничных войск II степени
- Медаль Франциска Скорины (2012)
- Нагрудный знак «90 гадоў пракуратуры Беларусі»(2013)
- Памятный знак Союза юристов «Ex lege»(2014)
- Нагрудны знак Міністэрства юстыцыі «За адзнаку» 1 ступені(2015)
- Падзяка Міністра адукацыі(2015)
- Почетная грамота Генерального прокурора Республики Беларусь
- Нагрудный знак отличия Следственного комитета «За заслугі»(2015)